# 彼得·阿奈特
彼得·葛雷格·阿奈特（英語：Peter Gregg Arnett，1934年11月13日—）出生於紐西蘭，是紐西蘭裔美國國籍戰地記者。
彼得·阿奈特在1960年代越南戰爭起就開始採訪戰地新聞，因此在1966年得到普立茲獎；也曾在八二三砲戰期間到中華民國所管轄的金門及馬祖採訪，當時是美聯社所屬的記者。
1983年，彼得·阿奈特到中美洲採訪聖地牙哥暴動及薩爾瓦多暴動，從此從文字記者轉為在攝影機前報導的記者。
1990年的波斯灣戰爭期間，彼得·阿奈特為美國的有線電視新聞網（CNN）採訪，而進入伊拉克，並且成功訪問到伊拉克總統海珊。但也因為採訪美軍轟炸過、宣稱是一座化學武器工廠的奶粉工廠，而引起美國國內的反彈。
1998年，彼得·阿奈特在CNN及《時代雜誌》聯合製作的節目《NewsStand》中，揭發越戰期間美軍曾在寮國的“順風行動”（Operation Tailwind）中對北越使用沙林毒氣。因此美國國防部向有線電視新聞網（CNN）施壓開除彼得·阿奈特，雖然CNN並未開除他，但之後他轉往國家廣播公司（NBC）任職。（2013年7月14日，美國HBO電視劇《新闻编辑室》將相關事件融入第2季劇情中。）
2003年，彼得·阿奈特為NBC、MSNBC及國家地理頻道進入伊拉克採訪伊拉克戰爭，但因為接受伊拉克國營電視台的專訪，直言美軍的第一次軍事行動將會有挫折，而遭NBC及國家地理頻道開除。但隨後馬上有台灣的TVBS、英國《鏡報》、比利時民營電視網等多國新聞媒體與他簽約持續採訪報導伊拉克戰爭新聞。

## 著作
- Live from the Battlefield: From Vietnam to Baghdad, 35 Years in the World's War Zones.（1994年）（ISBN 0-68-4800365；ISBN 978-068-480-036-3）
  - 《我從戰場歸來：一位戰地記者的回憶》中文版：譚天翻譯，麥田出版，1996年（ISBN 957-708-373-0；ISBN 978-957-708-373-9）。

## 外部連結
- 台灣TVBS電視台在伊拉克戰爭期間與彼得·阿奈特簽約報導新聞
- CNN interview with Arnett, looking back at Operation Desert Storm （页面存档备份，存于）
- Arnett on his Osama bin Laden interview （页面存档备份，存于）
- National Geographic Fires Peter Arnett （页面存档备份，存于）
- CNN transcript of Arnett's controversial remarks made in 2003 （页面存档备份，存于）
- Try Arnett for treason, senator says - article in the Cincinnati Enquirer
- Fired CNN journalist on dismissal of Arnett （页面存档备份，存于）
- CNN's "Tailwind" and Selective Media Retractions